# Struthiosaurus languedocensis
Struthiosaurus languedocensis es una especie del género extinto Struthiosaurus de dinosaurio tireóforo nodosáurido, que vivió a finales del período Cretácico, hace aproximadamente entre 83 y 70 millones de años, durante el Maastrichtiense en lo que es hoy Europa. Fue nombrado por García y Pereda-Suberbiola en 2003. Su espécimen tipo es UM2 OLV-D50 A-G CV. Fue encontrado en la Cantera L'Olivet, Villeveyrac, que se encuentra en un estuario de arcilla deato del Campaneinese en Francia. Su validez fue validada por Vickaryous et al. en 2004.